# Membrana de Descemet

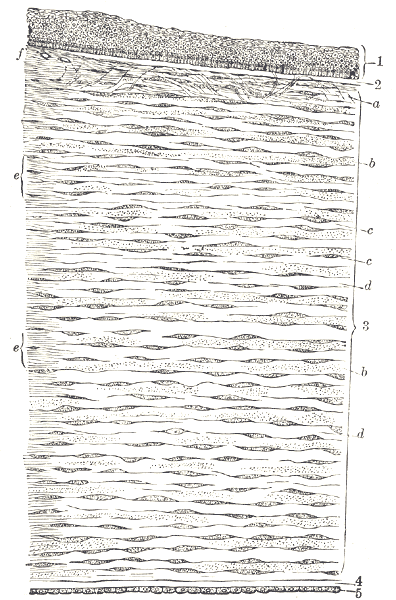
4. Membrana de Descemet

A membrana de Descemet é uma das 6 camadas do olho. Confere elasticidade e é composta de colágeno.
Possui outros nomes como: membrana de Demours.
Sabe-se que a sua formação acontece aos quatro meses de gestação e sua camada anterior se completa próximo ao nascimento.
A membrana de Descemet é facilmente regenerada, devido a sua formação a partir do endotélio, ela reveste toda a superfície do estroma que é composta por uma camada anterior perto ao estroma e uma camada posterior perto ao endotélio.
Esta mesma membrana tem uma espessura que se apresenta ao longo da vida, portanto não tendo significado relevante e permanece em torno de 3 mm em sua camada anterior, e de 2 mm para 10 mm na camada posterior que neste caso pode variar com o passar dos anos.